# Verónica María Ravenna
Verónica María Ravenna, född 19 februari 1998 i Buenos Aires, är en argentinsk rodelåkare.

## Karriär
Ravenna tävlade för Argentina vid olympiska vinterspelen 2018 i Pyeongchang, där hon slutade på 24:e plats i damernas singel. Vid olympiska vinterspelen 2022 i Peking slutade Ravenna återigen på 24:e plats i damernas singel.